# Frank Abagnale Jr.
Frank William Abagnale, Jr. (Bronxville, 27 d'abril de 1948) va ser un falsificador estatunidenc de xecs i impostor durant cinc anys en la dècada de 1960. Actualment dirigeix Abagnale and Associates, una companyia financera de consultes de fraus. La història de la seva vida va ser la inspiració per a la creació de la pel·lícula Catch Me If You Can dirigida per Steven Spielberg i basada en la seva biografia escrita amb el mateix nom.
En només cinc anys va treballar amb vuit identitats diferents (encara que va utilitzar també altres mètodes per cobrar xecs), i va passar xecs falsos per un valor total de 2,5 milions de dòlars en 26 països.
Durant la seva adolescència a Nova York, Frank va ser un jove molt normal fins que va saber com aconseguir diners fàcil, d'altra banda Frank Junior desitjava demostrar al seu pare com de lluny podia arribar a la vida.
Quan el seu pare li va regalar el seu primer automòbil usat, també el va convèncer que li prestés la seva targeta de crèdit per adquirir recanvis. Amb ella va comprar peces que va vendre més tard a menor preu al propietari d'un taller per tenir diners en efectiu, però el seu pare ho va descobrir.
Després va notar que podia realitzar fraus bancaris de diverses formes sense que ningú s'adonés. Va començar a falsificar xecs, en un principi va obrir diversos comptes de banc al seu nom.
Però aquests no van ser els únics tipus d'actes il·lícits que va realitzar, ja que també va adquirir personalitats falses exercint il·legalment de metge, copilot de Pan Am, advocat, agent del Servei Secret, etc. Durant dos anys Abagnale va fingir ser un pilot de l'agència aèria Pan Am sota el nom de Frank Williams, un empleat de cortesia que necessitava traslladar-se d'un país a un altre. Ho va aconseguir gràcies al fet que havia obtingut un uniforme i falsificat la identificació de Pa Am. A poc a poc va anar adoptant la personalitat de Frank Corners, un pediatre de l'hospital de Geòrgia, per la qual cosa va obtenir identificacions falses i durant onze mesos "va exercir" la medicina fins que va decidir abandonar aquesta pràctica, quan va posar en risc la vida d'un nadó. Tot just a l'edat de 19 anys, va fingir ser l'advocat Robert Black, diplomat de la Universitat Harvard. Va exercir l'advocacia durant diversos mesos. Durant els seus primers fraus va ser perseguit per l'agent de l'FBI Sean O'Riley, de qui es va escapar en repetides ocasions fins que finalment l'agent el va capturar a França. Abans de fer els 20 anys, Abagnale ja havia comès fraus per valor de 2,5 milions de dòlars.
Reclamat per una dotzena de països en els quals havia comès delictes, Frank Abagnale Jr va estar pres temporalment a Perpinyà (França), a Malmö (Suècia) i després cinc anys als EUA a la presó federal de Petersburg (Virginia) condemnat sota els càrrecs de suplantació d'identitat, frau, falsificació documental, exercici il·legal de professions, robatori de bancs, frau, etc. El govern nord-americà li va oferir sortir de presó a canvi de col·laborar en la lluita contra el frau. Ha escrit diversos llibres i es va fer milionari en instal·lar una consultora especialitzada en la detecció de fraus econòmics. A part d'això, Frank ha estat el dissenyador de molts dels xecs més segurs i antirobatoris que s'usen actualment arreu de tot el món.